# Vinax

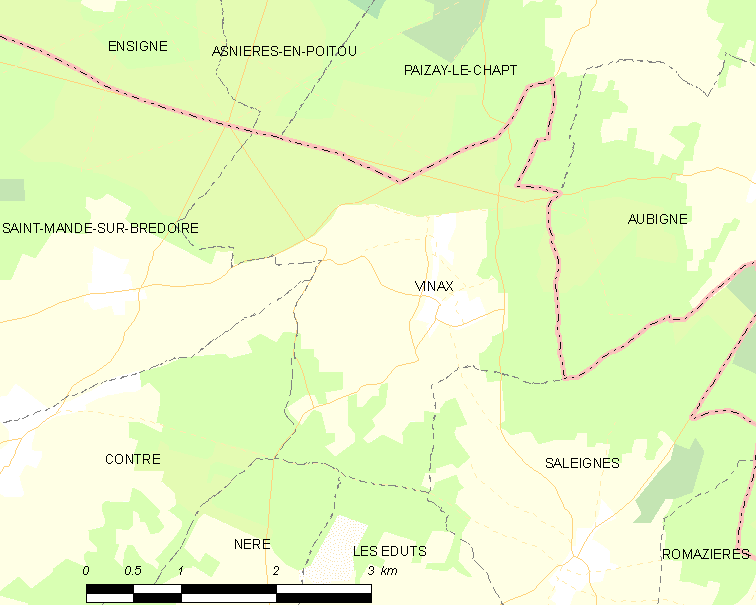
Le plan de la commune.

Vinax est une commune du Sud-Ouest de la France située dans le département de la Charente-Maritime, en région Nouvelle-Aquitaine.
Ses habitants sont appelés les Vineaubourgeois et les Vineaubourgeoises.
Deux particularités concernent cette toute petite commune du nord-est de la Charente-Maritime. Par son altimétrie moyenne, elle est la plus élevée du département et c'est près de ce village, en lisière de la forêt d'Aulnay, qu'est apparu pour la dernière fois un loup dans le département en 1932.

## Géographie

### La commune la plus élevée de la Charente-Maritime
Vinax est une très petite commune rurale, appartenant au canton de Matha, située dans la partie nord-est de la Charente-Maritime, étant limitrophe du département des Deux-Sèvres.
Vinax fait partie des communes qui appartiennent à la partie la plus élevée du département de la Charente-Maritime et qui correspond à la zone géographique relevant du Seuil du Poitou.
La singularité géophysique de la commune de Vinax est qu'elle possède l'altitude moyenne communale la plus élevée du département de la Charente-Maritime avec 140 mètres de hauteur. L'altitude minimale de la commune est de 123 m et la plus élevée est de 156 m, cette dernière correspond au site boisé dénommé les Claches, en limite du département des Deux-Sèvres, dans la forêt domaniale d'Aulnay.
De plus, le site du chef-lieu de la commune où siège notamment la mairie de Vinax en fait le deuxième village de Charente-Maritime pour sa hauteur avec 139 mètres, il vient après celui des Éduts qui est le village le plus haut perché de Charente-Maritime avec 145 mètres.

### Une commune fortement boisée

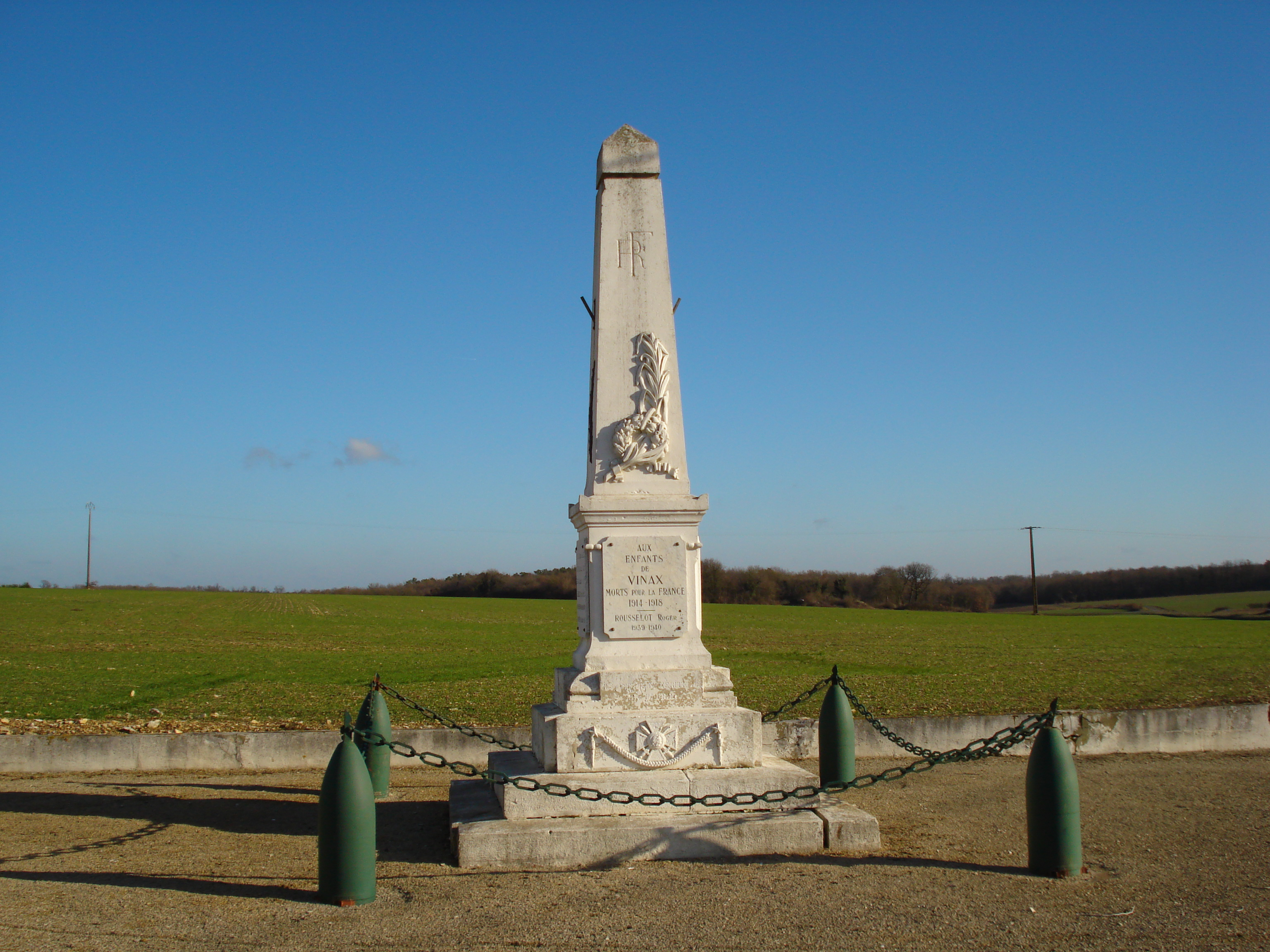
Le monument aux morts de Vinax avec au fond le massif forestier environnant.

Vinax fait partie des communes les plus boisées du nord-est de la Charente-Maritime, sinon la plus forestière de cette partie du département, avec un taux de boisement proche de la moitié du finage communal.
La commune de Vinax se situe en très grande partie dans la forêt d'Aulnay dans sa partie orientale, ce massif forestier se prolonge à l'est dans celui de la forêt de Chef-Boutonne, située en Deux-Sèvres et sur la limite départementale de la Charente-Maritime. Le petit village de Vinax est très proche du rond-point de la Forêt d'Aulnay dont deux routes de ce carrefour disposé en étoile débouchent sur la Charente-Maritime.
Le toponyme du hameau de La Foye est révélateur de la présence d'une ancienne hêtraie qui constituait une grande partie de la forêt d'Aulnay comme les deux autres massifs forestiers de Chizé et de Chef-Boutonne dans les Deux-Sèvres limitrophes. Les hêtres sont devenus une essence rare et ils se survivent à l'état de reliques dans les forêts du nord-est de la Charente-Maritime.
Au sud de Vinax, une partie du bois de Chantemerlière qui s'étend également sur les communes de Contré et de Néré occupe les terrains montueux et élevés où se trouve d'ailleurs le point culminant de la commune de Vinax à 166 mètres. Ce bois de feuillus de plusieurs centaines d'hectares appartient à la forêt domaniale d'Aulnay.
La présence de ces vastes massifs boisés découle de la nature karstique des terrains où le calcaire fissuré affleure souvent en surface et rend difficile la pratique de l'agriculture. Par contre, ces terres conviennent bien à la vigne, laquelle a été abandonnée dès la fin du XIXe siècle. En effet, avant la crise du phylloxéra de 1875 qui a dévasté les vignes de la Saintonge du Nord, les coteaux les mieux exposés de la commune de Vinax étaient couverts de vignes. Cette crise viticole a en grande partie ruiné l'économie du village et provoqué un exode rural important jusque dans l'entre-deux-guerres.
Aujourd'hui, la forêt constitue une des sources de l'économie locale par son exploitation et son entretien qui sont assurés par l'ONF, principal gestionnaire de la Forêt d'Aulnay.

### Communes limitrophes
| \| Vinax en Charente-Maritime. · Vinax \| Vinax en Charente-Maritime. |
| Vinax en Charente-Maritime. · Vinax                                   |

Au sud de Vinax, le bois de Chantemerlière qui occupe un plateau élevé sépare la commune des villages forestiers et agricoles des Éduts et de Saleignes, ce dernier étant limitrophe également du département des Deux-Sèvres. À l'ouest et au sud-ouest, le bois de Chantemerlière sépare également Vinax des communes de Saint-Mandé-sur-Brédoire et de Contré qui abritent les points culminants de la Charente-Maritime.
Au-delà de la limite départementale, dans les Deux-Sèvres, la commune d'Aubigné, située dans le canton de Chef-Boutonne, jouxte la petite commune de Vinax.
Aulnay-de-Saintonge, est situé à une douzaine de kilomètres de Vinax dont l'accès se fait par la route départementale D 128. Si cette petite ville offre un ensemble de prestations élémentaires suffisants pour les besoins de la vie quotidienne, les habitants se rendent à Saint-Jean-d'Angély dont l'offre est beaucoup plus étendue, variée et spécialisée (sous-préfecture, hôpital local, médecins spécialistes, lycées, cinéma et loisirs). Néanmoins, cette ville qui est la plus importante de la Saintonge du Nord est située à environ une trentaine de kilomètres de la commune.
| Asnières-en-Poitou (Deux-Sèvres) | Paizay-le-Chapt (Deux-Sèvres) | Aubigné (Deux-Sèvres) |
| Saint-Mandé-sur-Brédoire         | Vinax                         | Saleignes             |
| Contré                           | Néré                          | Les Éduts             |

## Urbanisme

### Typologie
Au 1er janvier 2024, Vinax est catégorisée commune rurale à habitat très dispersé, selon la nouvelle grille communale de densité à 7 niveaux définie par l'Insee en 2022.
Elle est située hors unité urbaine et hors attraction des villes,.

### Occupation des sols
L'occupation des sols de la commune, telle qu'elle ressort de la base de données européenne d’occupation biophysique des sols Corine Land Cover (CLC), est marquée par l'importance des forêts et milieux semi-naturels (56,8 % en 2018), une proportion identique à celle de 1990 (56,8 %). La répartition détaillée en 2018 est la suivante : 
terres arables (39,4 %), forêts (37,4 %), milieux à végétation arbustive et/ou herbacée (19,4 %), zones agricoles hétérogènes (3,8 %). L'évolution de l’occupation des sols de la commune et de ses infrastructures peut être observée sur les différentes représentations cartographiques du territoire : la carte de Cassini (XVIIIe siècle), la carte d'état-major (1820-1866) et les cartes ou photos aériennes de l'IGN pour la période actuelle (1950 à aujourd'hui).

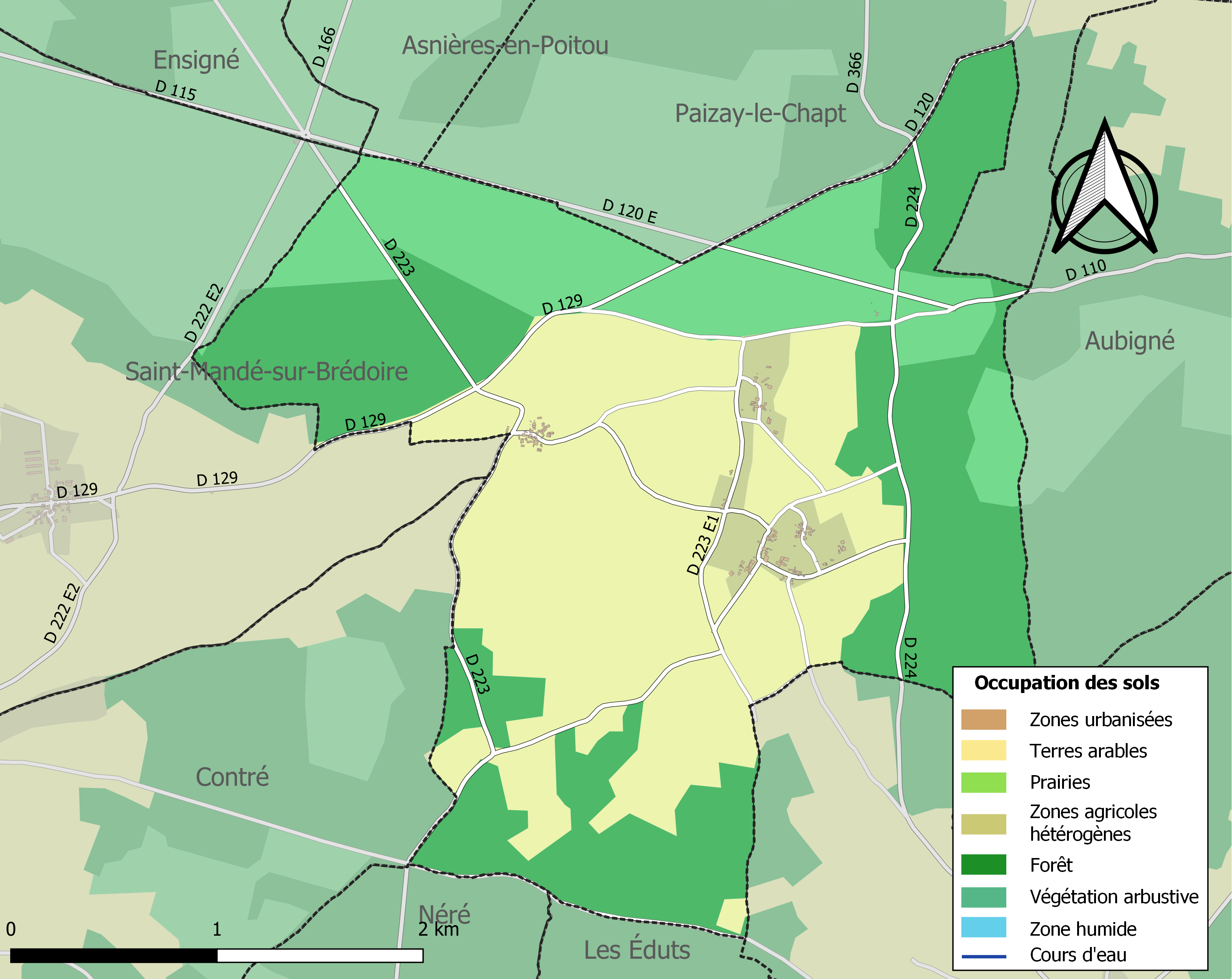
Carte des infrastructures et de l'occupation des sols de la commune en 2018 (CLC).

### Risques majeurs
Le territoire de la commune de Vinax est vulnérable à différents aléas naturels : météorologiques (tempête, orage, neige, grand froid, canicule ou sécheresse), mouvements de terrains et séisme (sismicité modérée). Il est également exposé à un risque technologique,  le transport de matières dangereuses. Un site publié par le BRGM permet d'évaluer simplement et rapidement les risques d'un bien localisé soit par son adresse soit par le numéro de sa parcelle.

#### Risques naturels

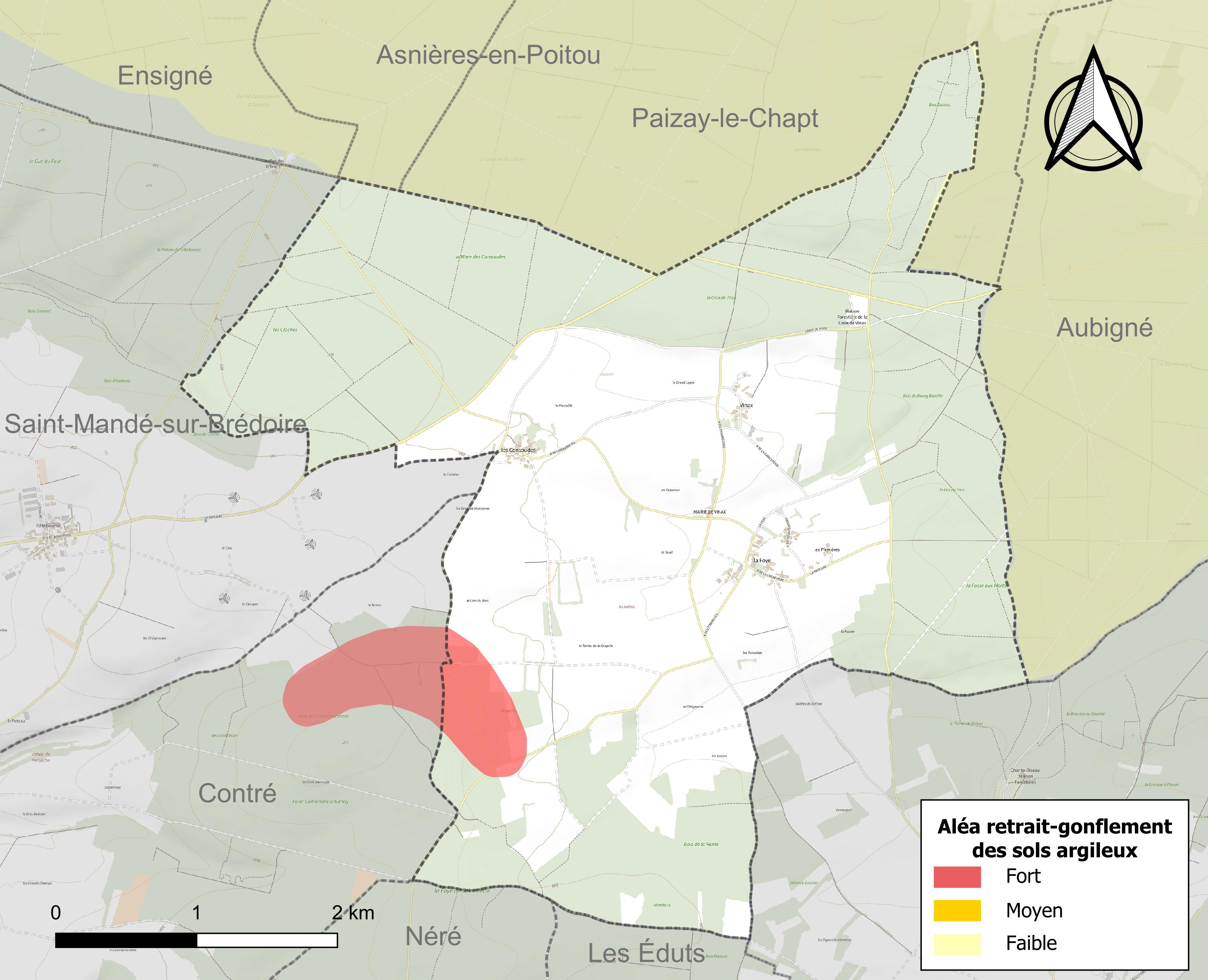
Carte des zones d'aléa retrait-gonflement des sols argileux de Vinax.

Les mouvements de terrains susceptibles de se produire sur la commune sont des tassements différentiels.
Le retrait-gonflement des sols argileux est susceptible d'engendrer des dommages importants aux bâtiments en cas d’alternance de périodes de sécheresse et de pluie. 2,1 % de la superficie communale est en aléa moyen ou fort (54,2 % au niveau départemental et 48,5 % au niveau national). Sur les 55 bâtiments dénombrés sur la commune en 2019,  aucun n'est en aléa moyen ou fort, à comparer aux 57 % au niveau départemental et 54 % au niveau national. Une cartographie de l'exposition du territoire national au retrait gonflement des sols argileux est disponible sur le site du BRGM,.
Par ailleurs, afin de mieux appréhender le risque d’affaissement de terrain, l'inventaire national des cavités souterraines permet de localiser celles situées sur la commune.
La commune a été reconnue en état de catastrophe naturelle au titre des dommages causés par les inondations et coulées de boue survenues en 1982, 1999 et 2010. Concernant les mouvements de terrains, la commune a été reconnue en état de catastrophe naturelle au titre des dommages causés par des mouvements de terrain en 1999 et 2010.

#### Risques technologiques
Le risque de transport de matières dangereuses sur la commune est lié à sa traversée par une ou des infrastructures routières ou ferroviaires importantes ou la présence d'une canalisation de transport d'hydrocarbures. Un accident se produisant sur de telles infrastructures est susceptible d’avoir des effets graves sur les biens, les personnes ou l'environnement, selon la nature du matériau transporté. Des dispositions d’urbanisme peuvent être préconisées en conséquence.

## Population et société

### Démographie
L'évolution du nombre d'habitants est connue à travers les recensements de la population effectués dans la commune depuis 1793. Pour les communes de moins de 10 000 habitants, une enquête de recensement portant sur toute la population est réalisée tous les cinq ans, les populations de référence des années intermédiaires étant quant à elles estimées par interpolation ou extrapolation. Pour la commune, le premier recensement exhaustif entrant dans le cadre du nouveau dispositif a été réalisé en 2006.

En 2022, la commune comptait 67 habitants, en évolution de +6,35 % par rapport à 2016 (Charente-Maritime : +4,04 %, France hors Mayotte : +2,11 %).
| 1793 | 1800 | 1806 | 1821 | 1831 | 1836 | 1841 | 1846 | 1851 |
| ---- | ---- | ---- | ---- | ---- | ---- | ---- | ---- | ---- |
| 242  | 263  | 259  | 234  | 248  | 220  | 204  | 206  | 231  |

| 1856 | 1861 | 1866 | 1872 | 1876 | 1881 | 1886 | 1891 | 1896 |
| ---- | ---- | ---- | ---- | ---- | ---- | ---- | ---- | ---- |
| 199  | 219  | 186  | 157  | 164  | 176  | 172  | 191  | 167  |

| 1901 | 1906 | 1911 | 1921 | 1926 | 1931 | 1936 | 1946 | 1954 |
| ---- | ---- | ---- | ---- | ---- | ---- | ---- | ---- | ---- |
| 156  | 151  | 161  | 153  | 146  | 156  | 156  | 180  | 148  |

| 1962 | 1968 | 1975 | 1982 | 1990 | 1999 | 2006 | 2011 | 2016 |
| ---- | ---- | ---- | ---- | ---- | ---- | ---- | ---- | ---- |
| 150  | 128  | 108  | 81   | 58   | 62   | 62   | 65   | 63   |

| 2021 | 2022 | - | - | - | - | - | - | - |
| ---- | ---- | - | - | - | - | - | - | - |
| 64   | 67   | - | - | - | - | - | - | - |

La commune de Vinax fait partie des communes les moins peuplées du canton d'Aulnay, auxquelles s'ajoutent Les Éduts, Romazières et Saleignes qui ont toutes le trait commun de compter moins de 100 habitants.
Cette petite commune forestière, comme beaucoup dans cette partie du nord-est de la Charente-Maritime, appartient à ces zones rurales en voie de désertification où le problème démographique est particulièrement préoccupant. Lors du recensement de 2007, Vinax comptait 61 habitants. À son apogée au milieu du XIXe siècle, avant l'instauration du Second Empire, elle en comptait le quadruple, 251 en 1851. Mais l'accélération de la dépopulation de la commune a été impressionnante depuis la fin de la Seconde Guerre mondiale où Vinax, plus que toutes les autres communes du canton d'Aulnay, a perdu le triple de sa population en un demi-siècle seulement passant de 180 habitants en 1946 à 62 habitants en 1999. C'est ce qui en fait la commune la moins peuplée de son canton.
Aujourd’hui, la densité est nettement inférieure à 10 hab./km2 (7 hab./km2 en 2007), ce qui en fait une des communes les moins densément peuplées de la Charente-Maritime.

## Toponymie
Le nom du village de Vinax apparaît pour la première fois en 1081 sous la forme latinisée terra de Domo Vinast qui évoque une terre avec un habitat (ancien français dom « maison ») appelé Vinast; ensuite l'église du village est mentionnée sous la forme latinisée ecclesiam de Vinast en 1178; Vinasse à la fin du Moyen Âge.
Vinast procèderait de vinea « vigne » qui représente peut-être le mot français vigne, dont il est l'étymologie. Cela peut donner des indications sur l'activité principale des premiers habitants de ce village., cependant l'origine de la finale -st reste obscure. C'est sans doute la raison pour laquelle Albert Dauzat ne traite pas ce toponyme dans son ouvrage Dictionnaire étymologique des noms de lieux en France.
La graphie actuelle Vinax apparue au XVIe siècle provient d'une corruption fantaisiste de l'orthographe du nom, car il était d'usage de placer la consonne « x » à la place du « s » ; fantaisie qui fut également appliquée à Saint-Xandre et à Villexavier. Ainsi Vinasse devient dès lors Vinax.

## Histoire

### Une origine médiévale
Le village est apparu originellement avec l'installation d'une famille de vignerons qui y firent construire une maison au milieu d'un vignoble vers la fin du XIe siècle. 

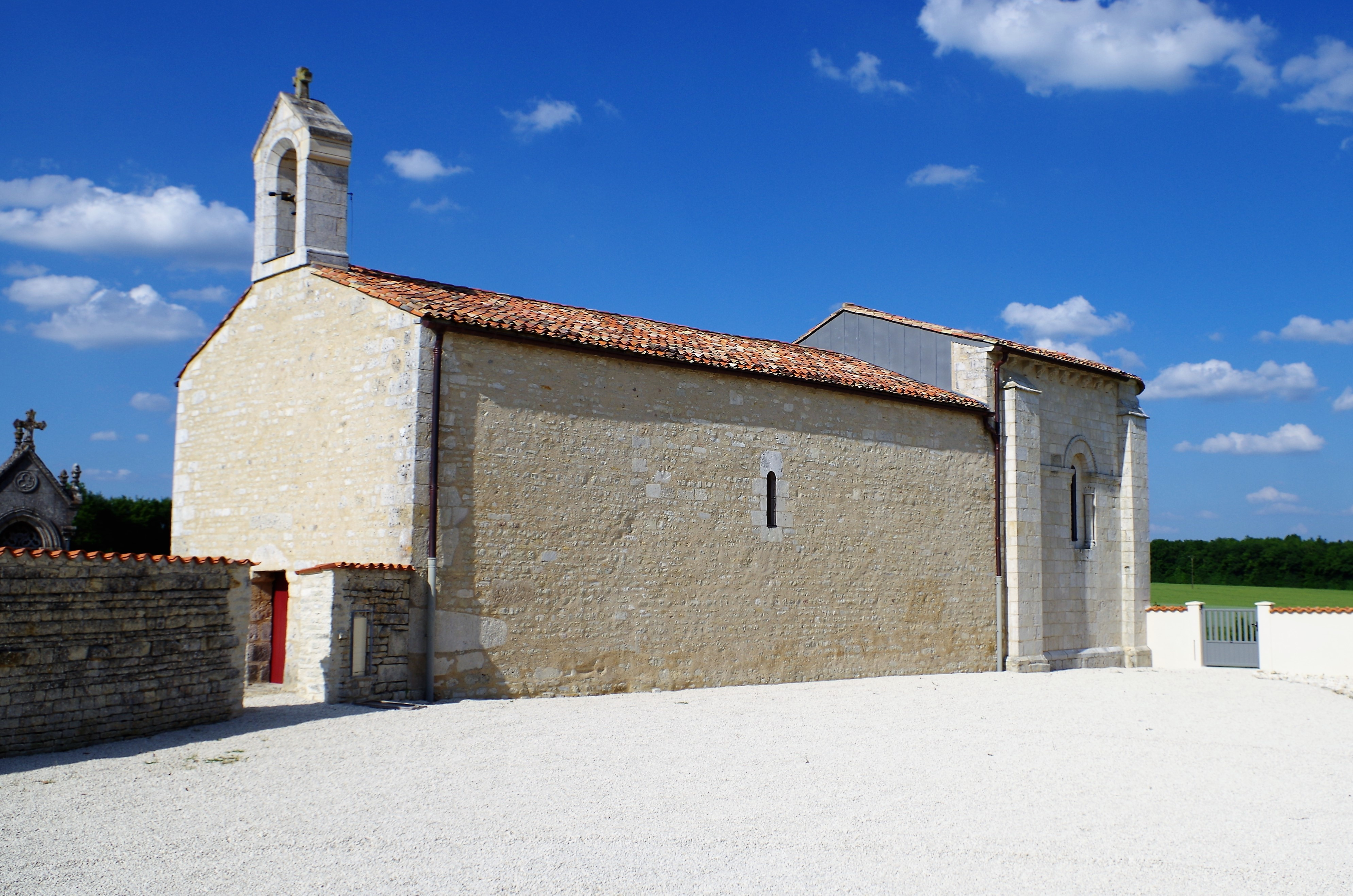
La petite église au milieu des champs.

Plus tard, une petite église romane fut construite au XIIe siècle au milieu du village naissant. Par la suite, les terres furent concédées à l'église qui y favorisa le défrichement d'une portion de la vaste forêt pour l'extension des cultures et de la vigne. Ces vignes furent situées sur les flancs des coteaux les mieux exposés et convenaient bien en raison de la nature des sols calcaires affleurant en surface. Le vin produit était un « vin de messe » pour les besoins de l'église, ce qui était une pratique courante à cette époque.
Originellement, la paroisse de Vinax faisait partie de l'ancienne province du Poitou et au XIVe siècle, la seigneurie de Vinax qui résidait dans un logis à la Foye, petit hameau au sud de l'actuel village de Vinax, relevait de la vicomté d'Aulnay.
Le village et sa contrée furent libérés de l'influence anglaise grâce à l'intervention du chevalier Du Guesclin en 1372 qui installa son camp armé à Contré pour libérer Aulnay, alors chef-lieu d'une vicomté du Poitou, et occupé par les Anglais.

### La longue éclipse du village pendant les Temps modernes
L'histoire de Vinax demeure mal connue. Symptomatique de cette longue éclipse de l'histoire de la commune est la situation actuelle de l'église et de son petit cimetière, isolés au milieu de la campagne, près de la forêt et à l'écart du village de Vinax situé plus au sud. Le village originel aurait donc été déplacé, après sa destruction, mais à une date inconnue et pour des raisons qui le sont tout autant. Peut-être un incendie a-t-il ravagé le noyau villageois primitif ? La présence d'une maison datant de 1750, orientée au midi, et qui est une survivance de l'ancien village semble indiquer que le déplacement du bourg eut lieu au milieu des Temps modernes, à l'époque classique.
Pendant le XVIIIe siècle, la paroisse de Vinax dépend de la Généralité de Poitiers, de l'Élection de Niort comme pour les paroisses circonvoisines de Contré, les Éduts, Romazières, Saint-Mandé-sur-Brédoire et Saleignes.
Après les évènements tumultueux de la Révolution française de 1789, Vinax fut inclus dans le canton de Néré lors de la création du département de la Charente-Inférieure. Ce canton fut créé en 1790 jusqu'à sa disparition en 1800, lors de la refonte de la carte administrative imposée par Napoléon Ier. Depuis, Vinax fait partie du canton d'Aulnay.
Bien qu'étant entièrement entourée par la forêt, mais étant située sur un terrain karstifié qui assèche complètement en été, la commune de Vinax manque singulièrement d'eau chaque année. Vers 1800, un grand puits de 52 mètres de largeur est creusé au hameau les Consoudes, à l'ouest de Vinax, afin de pallier cette carence en eau qui affectait non seulement les villageois, mais également le bétail.

### Vinax pendant la période contemporaine
Comme dans les villages alentour, les villageois de Vinax vivaient en autarcie, leurs activités agricoles consistaient en l'exploitation de la forêt, l'élevage du petit bétail et la culture du blé froment. Pendant les années de la Monarchie de Juillet, la vigne était exploitée sur de faibles étendues. Bien que le vin produit était de qualité inférieure, il put être reconverti avantageusement en eau-de-vie de cognac et la production écoulée sur les marchés de Néré et de Villiers-Couture où, dans ce village, les vins blancs avaient acquis une grande renommée dans le Poitou.
Les progrès de la distillation des vins en eaux-de-vie, stimulés par le libre-échange pendant les années prospères du Second Empire, favorisèrent grandement la culture de la vigne dans le canton d'Aulnay et Vinax participa à cet essor général de la viticulture. Mais le phylloxéra qui apparut pour la première fois en 1872 dans les vignes du Cognaçais commença à ravager les vignes de la Saintonge à partir de 1875 et celles de Vinax n'y échappèrent pas. Cependant, la crise viticole n'affecta pas trop durement Vinax. Les terres qui avaient été consacrées à la vigne furent rapidement reprises en mains par des paysans des Deux-Sèvres qui les reconvertirent en prairies pour l'élevage laitier. Le village passa de 172 habitants en 1886 à 191 habitants en 1891 grâce à l'apport des familles poitevines. Alors que l'exode rural frappait massivement le reste de la Saintonge à partir des années 1880, Vinax échappa pour un temps à cette désastreuse crise agricole.
Dans les années 1870-1880, des chasses à courre sont organisées pour abattre les loups qui font des ravages dans le gros et menu bétail. Ces battues ont eu lieu tout au long du XIXe siècle où les loups étaient très présents dans la forêt d'Aulnay et menaçaient réellement la vie des villageois qui disposaient pour leur défense de fourches et de lanternes à loups.
En 1884, la commune fait ériger une mairie et une école dans un même corps de bâtiment. Cet édifice, établi à un carrefour au lieu-dit Le Seuil, est construit en pierres de taille calcaires dans le style caractéristique de la maison bourgeoise de l'époque avec un bandeau de pierre délimitant l'étage et la corniche soutenue par des modillons.
En 1893, commencent les travaux de construction de la voie ferrée métrique reliant Saint-Jean-d'Angély à Saint-Saviol via Aulnay-de-Saintonge et Chef-Boutonne. La station ferroviaire est construite au site de La Borne, sur la commune voisine de Saleignes, située à deux kilomètres au sud de Vinax et prend le nom de Gare de Saleignes-Romazières. Elle fut ouverte en octobre 1896 et apporta un réel désenclavement à la commune et aux communes du nord-est du canton d'Aulnay pendant un demi-siècle. Cette réalisation majeure pour le canton d'Aulnay suscita en même temps un paradoxe en favorisant l'exode rural, principalement des jeunes.
La dépopulation du village apparut progressivement au tournant du XXe siècle, et de manière concomitante à la réalisation de la voie ferrée. Cependant, ce phénomène ne fut pas aussi sévère comme dans les communes viticoles de la Saintonge et de l'Aunis. Ce mouvement de déprise rurale et agricole se fit lentement et, même, la population se maintint dans les années de l'entre-deux-guerres.
Après la Première Guerre mondiale, la commune a, comme partout ailleurs en France, payé un lourd tribut en termes de pertes humaines et a fait ériger en 1922, un monument aux morts sur lequel 12 noms de soldats du village ont péri, soit à l'époque 1 habitant sur 10 !

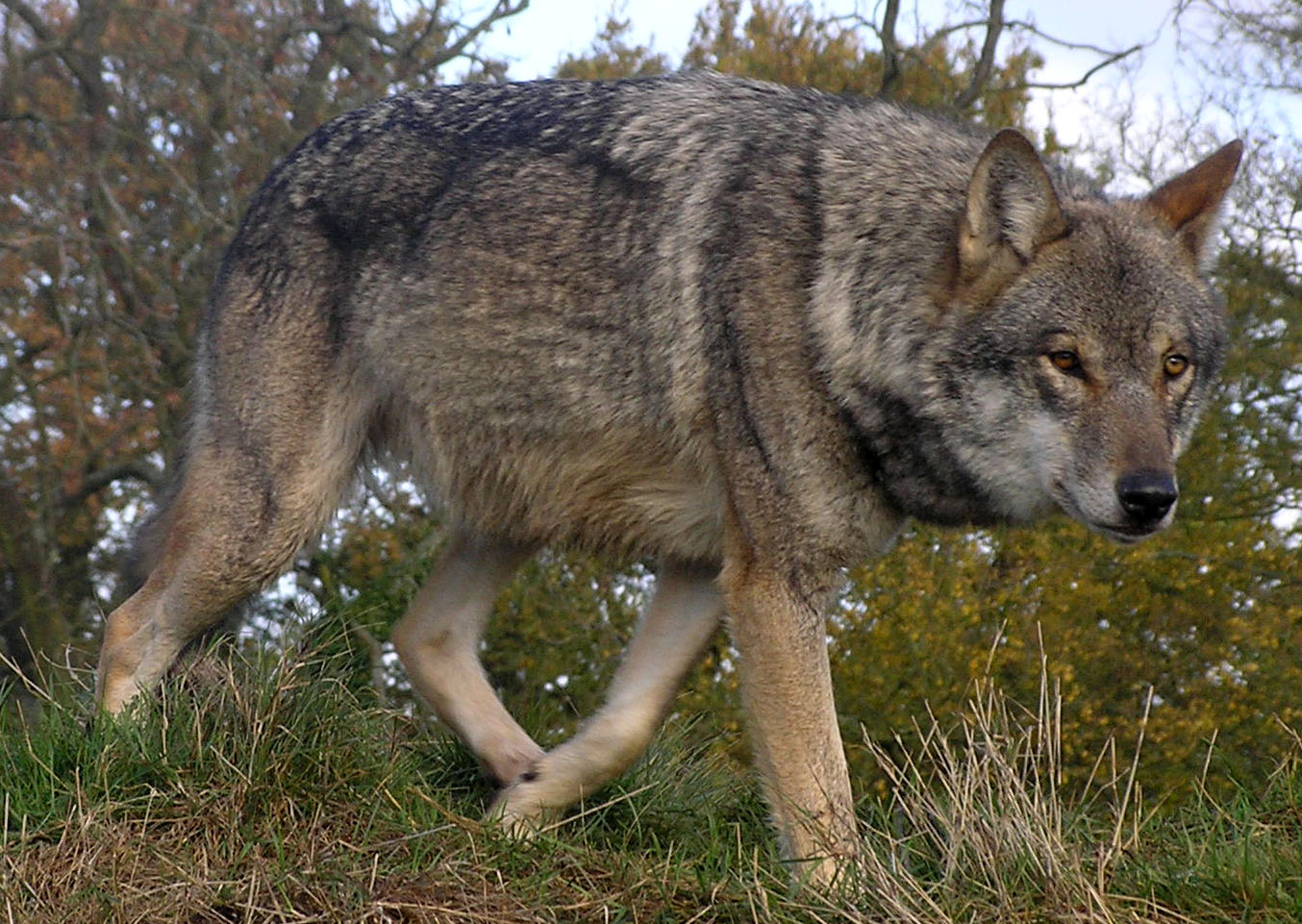
Le dernier loup à avoir été aperçu en Charente-Maritime faisait partie de l'espèce loup gris commun. C'était une femelle qui a été abattue près de Vinax à l'hiver 1932-33.

Un fait historique a longuement marqué les villageois de Vinax et alimenté bien des discussions dans les chaumières de la commune qui, du coup, la fait entrer dans les annales de l'histoire de la Charente-Maritime. En effet, c'est en lisière de la forêt d'Aulnay qu'a été tuée une louve qui rôdait près de la Croix de Vinax, site de la maison forestière entre le village de Vinax et le hameau de La Foye. Cet animal "au rude poil gris sale, aux courtes oreilles dressées, aux étroits yeux jaunes près du museau, aux puissantes mâchoires armées de crocs redoutables" a été abattu par le garde-chasse de la Croix de Vinax pendant le rude hiver 1932-33. Depuis cette date, c'est la dernière apparition signalée d'un loup dans le département de la Charente-Maritime.
Ce n'est que depuis le lendemain de la Seconde Guerre mondiale que la commune a été très profondément touchée par le phénomène de l'exode rural. Elle a perdu plus de la moitié de sa population entre 1962 et 1990, passant de 150 habitants à 58 habitants entre ces deux dates. Depuis, le mouvement de dépopulation s'est arrêté, mais la population est frappée par le vieillissement et la stagnation démographique.
En décembre 1980, la commune a été le théâtre d'une collision en vol entre deux avions militaires CAP-10 en exercice.

## Lieux et monuments
La petite église de Vinax n'est pas suffisamment remarquable pour être classée, mais a pu être mise en valeur par Raymond Cauchetier, photographe de la Nouvelle Vague, dans un ouvrage consacré à l'art roman.
Ce modeste édifice a conservé un chevet à colonnes à chapiteaux et la corniche à modillons où l'un serait une représentation d'une ruche ; ce chevet date du XIIe siècle, siècle pendant lequel l'église fut édifiée.
Ce qui fait l'originalité de cette église et de son petit cimetière à ses abords est son isolement dans la campagne, à l'écart du bourg de Vinax, lui conférant un certain charme. Cette situation particulière, assez rare en Charente-Maritime, n'est pas sans rappeler celle de l'église de Lichères dans le département voisin de la Charente.

## Administration

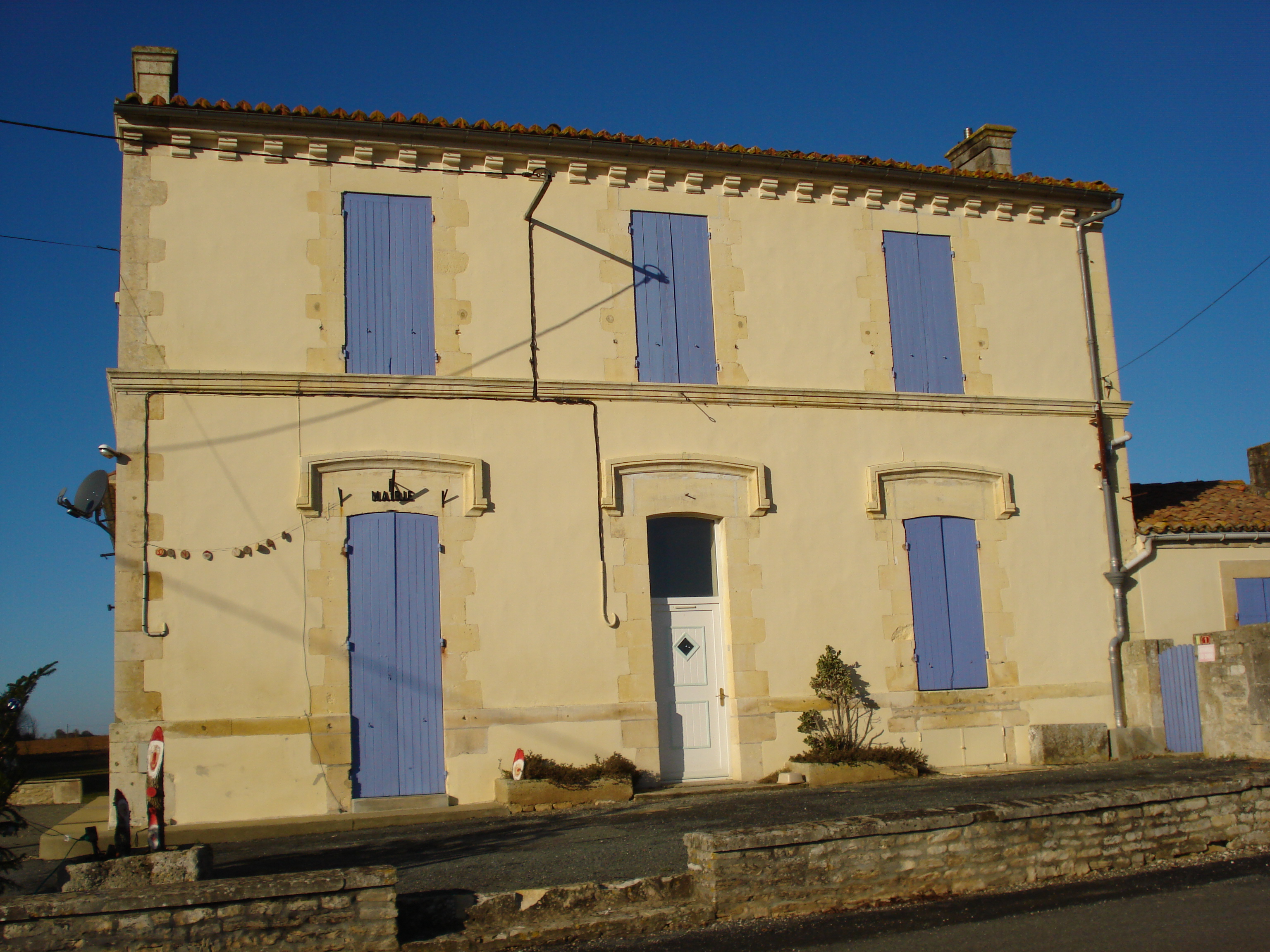
La mairie et ancienne école.

### Liste des maires
| Période                                  | Période  | Identité                   | Étiquette | Qualité |
| ---------------------------------------- | -------- | -------------------------- | --------- | ------- |
| 2001                                     | 2008     | Jean-Luc Fraigneau         |           |         |
| 2008                                     | 2014     | Hélène Outrequin-Fraigneau |           |         |
| 2014                                     | En cours | Nadège Guillet             |           |         |
| Les données manquantes sont à compléter. |          |                            |           |         |

### Canton
La commune de Vinax appartient au canton de Matha, après avoir longtemps dépendu du canton d'Aulnay.

### Intercommunalité
La commune adhéra de 1994 à 2013 à la communauté de communes du canton d'Aulnay-de-Saintonge dont le siège administratif était situé à Aulnay-de-Saintonge. Depuis le 1er janvier 2014, la commune adhère à la Communauté de communes des Vals de Saintonge qui regroupe les communes du nord-est de la Charente-Maritime et dont le siège se trouve à Saint-Jean-d'Angély.